# George Farquhar
George Farquhar (Derry, 1678 – Londra, 1707) è stato un drammaturgo irlandese.
Dopo una breve carriera di attore intraprese con più successo l'attività di commediografo.
Ottenne un travolgente successo con La coppia fedele (1699), tanto da scriverne un seguito, intitolato Sir Harry Wildair. Altre importanti opere di Farquhar furono L'ufficiale reclutatore (1706), che portava sulla scena la vita delle strade e delle bettole, e Lo stratagemma dei bellimbusti, storia di due squattrinati in cerca di denaro. Autore vivace e ingegnoso, seppe costruire intrighi abili, ma talvolta grossolani.